# Juan Villar Vázquez
Juan Villar Vázquez (Cortegana, 19 de maig de 1988) és un futbolista andalús, que ocupa la posició d'extrem, actualment al CD San Roque de Lepe.

## Trajectòria
Format al planter del Recreativo de Huelva, a la temporada 07/08 combina l'equip B, amb les aparicions a primera divisió. En total, eixe any hi disputa dos partits de màxima categoria amb els onubencs. La temporada 08/09 marxa al San Roque.

## Palmarès
Osasuna
- Segona Divisió: 2018–19[1]